# Karl von Hegel
Karl von Hegel (Norimberga, 7 giugno 1813 – Erlangen, 5 dicembre 1901) è stato uno storico tedesco nato dal matrimonio celebrato nel settembre 1811 di Georg Wilhelm Friedrich Hegel con la ventenne aristocratica Marie von Tucher, da cui il filosofo tedesco avrà due figli, Karl e Immanuel Hegel (1814-1891). Karl fu anche suocero del matematico Felix Klein.

## Biografia
Fu professore di storia nell'università di Rostock e di Erlangen. 
La sua prima opera, Storia della costituzione dei municipi italiani dal regno romano alla fine del secolo XII. Con appendice riguardo alle città francesi e tedesche, Leipzig 1847/Milano 1861, "subito gli diede una grande celebrità, in Germania come in Italia".
Negli anni 1838-1839 farà un lungo viaggio-studio in Italia. Lavorò soprattutto a Roma e Firenze. „Più che in altre città, si trattenne a Firenze“. Farà ricerche su Dante e Dino Compagni.
Karl Hegel fu uno dei principali intermediari tra la storia italiana e quella tedesca nel XIX secolo.
Dal 1858, come membro della Commissione storica di Monaco, curò l'edizione delle cronache di Norimberga, Strasburgo, Colonia e Magonza. Collaborò ai Monumenta Germaniae historica.

## Opere (selezione)
V. un elenco dettagliato delle pubblicazioni: Marion Kreis: Karl Hegel. Geschichtswissenschaftliche Bedeutung und wissenschaftsgeschichtlicher Standort (= Schriftenreihe der Historischen Kommission bei der Bayerischen Akademie der Wissenschaften. Bd. 84). Vandenhoeck & Ruprecht, Göttingen u.a. 2012, ISBN 978-3-525-36077-4, p 354-359. (Cf.E-Book)
- Geschichte der Städteverfassung von Italien seit der Zeit der römischen Herrschaft bis zum Ausgang des zwölften Jahrhunderts (Leipzig 1847, Neudruck 1964, 2 Bände) = Storia della costituzione dei municipi italiani dal domino romano al cadere del secolo XII. Con appendice intorno alle città francesi e tedesche' (Milano 1861)
- Verfassungsgeschichte von Cöln im Mittelalter (Leipzig 1877) und von Mainz (1882).
- Geschichte der mecklenburgischen Landstände bis zum Jahr 1555 (Rostock 1856)
- Die Ordnungen der Gerechtigkeit in der florentinischen Republik (Erlangen 1867)
- Die Chronik des Dino Compagni. Versuch einer Rettung (Leipzig 1875) und
- Über den historischen Werth der älteren Dante-Commentare mit e. Anh. zur Dino-Frage (Leipzig 1878).
- Städte und Gilden der germanischen Völker im Mittelalter (Leipzig 1891, 2 vol.)
  - volume 1: Inghilterra, Danimarca, Svezia, Norvegia
  - volume 2: Francia, Paesi Bassi, Germania
- Die Entstehung des Deutschen Städtewesens (Leipzig 1898)
- Karl Hegels Gedenkbuch. Lebenschronik eines Gelehrten des 19. Jahrhunders, hg. von Helmut Neuhaus, Böhlau Verlag, (Köln u.a. 2013), ISBN 978-3-412-21044-1

## Onorificenze
- Ordine al merito di San Michele, 1872
- Ordine di Massimiliano per le scienze e le arti, 1876

## Edizione
- Helmut Neuhaus: Die Brautbriefe Karl Hegels an Susanna Maria von Tucher. Aus der Verlobungszeit des Rostocker Geschichtsprofessors und der Nürnberger Patriziertochter 1849/50 (= Archiv für Kulturgeschichte. Beihefte. Heft 87). Böhlau, Köln u. a. 2018, ISBN 978-3-412-51128-9.
- Helmut Neuhaus: Die Brautbriefe Susanna Maria von Tuchers an Karl Hegel. Aus der Familiengeschichte der Nürnberger Patrizierfamilie Tucher von Simmelsdorf 1849/50 (= Archiv für Kulturgeschichte. Beihefte. Heft 97). Böhlau Verlag,  Wien/Köln 2022, ISBN 978-3-412-52481-4.